# Frenchburg
Frenchburg és una població dels Estats Units a l'estat de Kentucky. Segons el cens del 2000 tenia 551 habitants.

## Demografia
Segons el cens del 2000, Frenchburg tenia 551 habitants, 245 habitatges, i 174 famílies. La densitat de població era de 204,6 habitants/km².
Dels 245 habitatges en un 32,2% hi vivien nens de menys de 18 anys, en un 48,6% hi vivien parelles casades, en un 19,6% dones solteres, i en un 28,6% no eren unitats familiars. En el 26,9% dels habitatges hi vivien persones soles el 13,5% de les quals corresponia a persones de 65 anys o més que vivien soles. El nombre mitjà de persones vivint en cada habitatge era de 2,25 i el nombre mitjà de persones que vivien en cada família era de 2,66.
Per edats la població es repartia de la següent manera: un 24,5% tenia menys de 18 anys, un 13,2% entre 18 i 24, un 22,9% entre 25 i 44, un 24,9% de 45 a 60 i un 14,5% 65 anys o més.
L'edat mediana era de 36 anys. Per cada 100 dones de 18 o més anys hi havia 71,2 homes.
La renda mediana per habitatge era de 22.350 $ i la renda mediana per família de 28.333 $. Els homes tenien una renda mediana de 25.221 $ mentre que les dones 19.286 $. La renda per capita de la població era de 12.288 $. Entorn del 22% de les famílies i el 27,5% de la població estaven per davall del llindar de pobresa.

## Poblacions més properes
El següent diagrama mostra les poblacions més properes.